# 1914 في الدنمارك
فيما يلي قوائم الأحداث التي وقعت خلال عام 1914 في الدنمارك.

## رياضة
- 1 يناير – بطولة العالم للدراجات على المضمار 1914

## مواليد

### أغسطس
- 14 أغسطس – بول هرتلينغ

### سبتمبر
- 15 سبتمبر – جينز أوتو كراغ سياسي دنماركي.

## وفيات

### مايو
- 26 مايو – جاكوب ريس (مواليد 1849)

### ديسمبر
- 8 ديسمبر – ماكسيمليان فون شبيه (مواليد 1861) ضابط بحري ألماني.